# سونیا ویلیامز
سونیا اولیویا ویلیامز (انگلیسی: Sonia Olivia Williams؛ زادهٔ ۲۸ مهٔ ۱۹۷۹ در سنت جانز) ورزشکار دو و میدانی زن در رشته دو سرعت اهل آنتیگوآ و باربودا است که در مجموع در مسابقات بین‌المللی برندهٔ ۴ مدال طلا، ۱ مدال نقره و ۲ مدال برنز شده‌است.

## رقابت‌های بین‌المللی
| سال                              | مسابقه                                | محل برگزاری                      | مقام                             | رویداد                           | توضیحات                          |
| به نمایندگی از آنتیگوآ و باربودا | به نمایندگی از آنتیگوآ و باربودا      | به نمایندگی از آنتیگوآ و باربودا | به نمایندگی از آنتیگوآ و باربودا | به نمایندگی از آنتیگوآ و باربودا | به نمایندگی از آنتیگوآ و باربودا |
| -------------------------------- | ------------------------------------- | -------------------------------- | -------------------------------- | -------------------------------- | -------------------------------- |
| ۱۹۹۴                             | CARIFTA Games (زیر ۱۷ سال)            | بریج‌تاون، باربادوس               | ۸ام                              | ۲۰۰ متر                          | ۲۴٫۷۱                            |
| ۱۹۹۴                             | CAC Junior Championships (زیر ۱۷ سال) | پرت آو اسپاین، ترینیداد و توباگو | ۷ام                              | ۱۰۰ متر                          | ۱۱٫۹ (−0.4 m/s)                  |
| ۱۹۹۴                             | CAC Junior Championships (زیر ۱۷ سال) | پرت آو اسپاین، ترینیداد و توباگو | ۷ام                              | ۲۰۰ متر                          | ۲۵٫۵ (−2.3 m/s)                  |
| ۱۹۹۵                             | CARIFTA Games (زیر ۱۷ سال)            | جرج‌تاون، جزایر کیمن              | ۱ام                              | ۱۰۰ متر                          | ۱۱٫۷۶ (0.2 m/s)                  |
| ۱۹۹۵                             | CARIFTA Games (زیر ۱۷ سال)            | جرج‌تاون، جزایر کیمن              | ۱ام                              | ۲۰۰ متر                          | ۲۳٫۹۹ (0.2 m/s)                  |
| ۱۹۹۶                             | CARIFTA Games (زیر ۲۰ سال)            | کینگستون، جامائیکا               | ۴ام                              | ۱۰۰ متر                          | ۱۱٫۵۳ (0.9 m/s)                  |
| ۱۹۹۶                             | CARIFTA Games (زیر ۲۰ سال)            | کینگستون، جامائیکا               | ۴ام                              | ۲۰۰ متر                          | ۲۴٫۴۹ (−4.4 m/s)                 |
| ۱۹۹۶                             | CAC Junior Championships (زیر ۲۰ سال) | سان سالوادور، السالوادور         | ۱ام                              | ۱۰۰ متر                          | ۱۱٫۴۹ (0.7 m/s)                  |
| ۱۹۹۶                             | CAC Junior Championships (زیر ۲۰ سال) | سان سالوادور، السالوادور         | ۱ام                              | ۲۰۰ متر                          | ۲۳٫۹۶ (0.6 m/s)                  |
| ۱۹۹۶                             | بازی‌های المپیک تابستانی ۱۹۹۶          | آتلانتا، ایالات متحده آمریکا     | —                                | ۴ × ۱۰۰ متر امدادی               | DSQ                              |
| ۱۹۹۶                             | بازی‌های المپیک تابستانی ۱۹۹۶          | آتلانتا، ایالات متحده آمریکا     | ۶ام (h)                          | ۴ × ۴۰۰ متر امدادی               | ۳:۴۴٫۹۸                          |
| ۱۹۹۶                             | مسابقات قهرمانی نوجوانان جهان         | سیدنی، استرالیا                  | ۷ام (sf)                         | ۱۰۰ متر                          | ۱۱٫۶۷                            |
| ۱۹۹۶                             | مسابقات قهرمانی نوجوانان جهان         | سیدنی، استرالیا                  | ۲۵ام (qf)                        | ۲۰۰ متر                          | 24.87 (wind: -1.2 m/s)           |
| ۱۹۹۷                             | CARIFTA Games (زیر ۲۰ سال)            | بریج‌تاون، باربادوس               | ۳ام                              | ۱۰۰ متر                          | ۱۱٫۸۳ (0.0 m/s)                  |
| ۱۹۹۸                             | CARIFTA Games (زیر ۲۰ سال)            | پرت آو اسپاین، ترینیداد و توباگو | ۵ام                              | ۱۰۰ متر                          | ۱۱٫۶۸                            |
| ۱۹۹۸                             | CARIFTA Games (زیر ۲۰ سال)            | پرت آو اسپاین، ترینیداد و توباگو | ۵ام                              | ۲۰۰ متر                          | ۲۴٫۰۸ w (2.4 m/s)                |
| ۱۹۹۸                             | CAC Junior Championships (زیر ۲۰ سال) | جرج‌تاون، جزایر کیمن              | ۳ام                              | ۱۰۰ متر                          | ۱۱٫۶۸ (0.7 m/s)                  |
| ۱۹۹۸                             | CAC Junior Championships (زیر ۲۰ سال) | جرج‌تاون، جزایر کیمن              | ۲ام                              | ۲۰۰ متر                          | ۲۳٫۸۶ (0.7 m/s)                  |
| ۱۹۹۸                             | مسابقات قهرمانی نوجوانان جهان         | انسی، فرانسه                     | ۷ام (sf)                         | ۱۰۰ متر                          | 11.70 (wind: +1.1 m/s)           |
| ۱۹۹۸                             | مسابقات قهرمانی نوجوانان جهان         | انسی، فرانسه                     | ۳۰ام (qf)                        | ۲۰۰ متر                          | 24.79 (wind: +0.7 m/s)           |
| ۲۰۰۶                             | بازی‌های کشورهای همسود                 | ملبورن، استرالیا                 | ۸ام (sf)                         | ۱۰۰ متر                          | ۱۲٫۰۵ (1.4 m/s)                  |
| ۲۰۰۷                             | بازی‌های پان امریکن                    | ریو دو ژانیرو، برزیل             | ۶ام (h)                          | ۱۰۰ متر                          | ۱۱٫۸۹ w (2.1 m/s)                |
| ۲۰۰۸                             | بازی‌های المپیک تابستانی ۲۰۰۸          | پکن، چین                         | ۶ام (h)                          | ۱۰۰ متر                          | ۱۲٫۰۴ (−1.4 m/s)                 |